# Grup Volkswagen
Volkswagen Group (Volkswagen Aktiengesellschaft) (FWB VOW) és un fabricant d'automòbils alemany i una de les majors empreses mundials en el sector de l'automoció. El seu mercat principal és la Unió Europea i les seves principals filials inclouen marques conegudes com a Audi, Bentley, Škoda, Lamborghini, SEAT i la mateixa marca Volkswagen.

## Història
Volkswagen va ser fundada el 1937 com una empresa pública per a la llavors Alemanya nazi per a vendre el Volkswagen Escarabat. Després de la Segona Guerra Mundial, el 1945, l'Exèrcit Britànic va agafar el control de la fàbrica destrossada per les bombes i va reprendre la producció del Beetle durant els difícils anys de la postguerra, els quals Alemanya va haver d'enfrontar-se. El 1948, el govern britànic va retornar l'empresa a l'estat alemany, que va ser gestionat per l'ex-cap d'Opel Heinrich Nordhoff.
En 1960, a partir de l'emissió d'accions de part del govern federal alemany en l'empresa en el mercat de valors alemany, el seu nom es va convertir en Volkswagenwerk Aktiengesellschaft (Aktiengesellschaft, abreviat AG, sent l'equivalent de Societat Anònima en català). El nom va ser canviat a VOLKSWAGEN AG el 4 de juliol de 1985, per a reflectir la creixent diversificació global de l'empresa des de la seva seu central i fàbrica principal, la Volkswagenwerk, a Wolfsburg, Alemanya. La corporació ara utilitza aquest nom o, ocasionalment, 'Grup Volkswagen' en mercats de llengua no alemanya, i és actualment el quart major fabricant d'automòbils en el món. En 2005 Volkswagen va vendre més de 5,2 milions de vehicles, que equival al 9,1% del mercat mundial.
En les darreres dècades Volkswagen ha anat incorporant al seu grup a altres fabricants d'automòbils. El primer va ser l'Audi, que es va desenvolupar molt positivament arran de la seva pertinença al grup, i que es distingiria com a fabricant d'automòbils de classe superior, comparables a Mercedes-Benz i a BMW. Posteriorment Volkswagen va adquirir el fabricant SEAT, els models del qual haurien de ser de caràcter esportiu i llatí, en competència amb els automòbils italians. El tercer fabricant que es va incorporar va ser Skoda, els models del qual estarien destinats principalment als nous mercats de l'Europa de l'Est.
Disposar de quatre companyies importants d'automòbils va donar a Volkswagen no només una facturació considerable, sinó també la possibilitat de racionalitzar la producció i de reduir costos. Volkswagen va aprofitar aquesta oportunitat i va començar a muntar models semblants de les quatre marques en idèntiques plataformes, procediment en el qual va ser pioner en la indústria mundial de l'automòbil.
Més recentment, Volkswagen ha adquirit altres fabricants d'automòbils, que encara que tenen sèries de producció reduïdes, complementen la gamma de models del grup mitjançant automòbils de luxe, les marques del qual gaudeixen d'un gran prestigi. Es tracta de Bentley, Lamborghini i Bugatti.
A l'octubre de 2005, Porsche va adquirir un 18,53% del negoci. En juliol van augmentar la seva propietat a una mica més del 25%. Això va ser suposadament fet per a evitar una OPA estrangera, segons els informes de premsa. No obstant això, molts comentaristes van argumentar que aquesta compra encaixa bé en l'estratègia que Porsche té.

## Marques del Grup Automobilístic
| Marca           | Seu                          | Fundació | Membre del grup | Vehicles matriculats anuals |
| --------------- | ---------------------------- | -------- | --------------- | --------------------------- |
| Volkswagen      | Wolfsburg, Alemanya          | 1937     | 1937-Actualitat |                             |
| Audi            | Ingolstadt, Alemanya         | 1909     | 1965-Actualitat |                             |
| Seat            | Martorell, Catalunya         | 1949     | 1986-Actualitat |                             |
| Skoda           | Mladá Boleslav, Txèquia      | 1895     | 1991-Actualitat |                             |
| Bentley         | Crewe, Regne Unit            | 1919     | 1998-Actualitat |                             |
| Lamborghini     | Sant'Agata Bolognese, Itàlia | 1963     | 1998-Actualitat |                             |
| Bugatti         | Molse, França                | 1909     | 1998-Actualitat |                             |
| Scania          | Södertälje, Suècia           | 1891     | 2008-Actualitat |                             |
| Porsche         | Stuttgart, Alemanya          | 1931     | 2009-Actualitat |                             |
| Cupra           | Martorell, Catalunya         | 2018     | 2018-Actualitat |                             |
| Grup Volkswagen | Wolfsburg, Alemanya          | 1909     | Total           |                             |